# Campeonato Mineiro de Futebol Feminino de 2016
O Campeonato Mineiro de Futebol Feminino de 2016 foi uma competição feminina organizada pela Federação Mineira de Futebol. Disputado por seis clubes, o campeonato iniciou-se em 24 de setembro e encerrou-se no dia 26 de novembro. O América Mineiro conquistou o título ao derrotar o Ipatinga na decisão.

## Primeira fase
Na primeira fase, os seis clubes participantes foram divididos em dois grupos com três equipes cada, enfrentando adversários de seus respectivos grupos, em turno e returno. No final da primeira fase, os dois clubes com mair pontuação de cada grupo classificaram-se para a fase seguinte.

### Grupo A
| 11 de setembro | América Mineiro                                             | 5 – 0  | Internacional | Estádio Mário Ferreira Guimarães, Belo Horizonte |
| 11:00 (UTC−3)  | Dilene Cristina 12', 21', 58', 79' · Aline Guedes 39' (pen) | Súmula |               | Árbitro: José Ricardo Leite                      |

| 18 de setembro | Manchester | 1 – 3  | América Mineiro                                | Campo do Tavares, Confins        |
| 15:00 (UTC−3)  | Lorena 67' | Súmula | Tabata Vieira 14', 18' · Fernanda Cristina 50' | Árbitro: Josiene Dinelle Pereira |

| 25 de setembro | Internacional | 1 – 6  | Manchester                                                          | Campo do CSU, Contagem             |
| 16:00 (UTC−3)  | Kathlen 49'   | Súmula | Ana 14', 32' (pen) · Lorena 23' · Cristiane Francisca 71', 72', 87' | Árbitro: Leonardo Godinho Palhares |

| 1 de outubro  | Internacional | 0 – 12 | América Mineiro | Campo do CSU, Contagem                      |
| 18:00 (UTC−3) |               | Súmula | Dilene Cristina 2', 30', 56', 56' · Tabata Vieira 16', 62' · Ana Jesuína 22', 46', 47' · Thayane Silva 31' · Fernanda Cristina 60' · Kaka 86' | Árbitro: Francielly Fernanda Lima de Castro |

| 9 de outubro  | América Mineiro             | 2 – 2  | Manchester                   | Estádio Mário Ferreira Guimarães, Belo Horizonte |
| 11:00 (UTC−3) | Kaka 47' · Aline Guedes 77' | Súmula | Cristiane Francisca 29', 32' | Árbitro: Warlen Osvaldo de Carvalho              |

| 16 de outubro | Manchester                          | 5 – 0  | Internacional | Campo do Tavares, Confins                |
| 15:00 (UTC−2) | Lorena 17', 30', 53' · Ana 60', 90' | Súmula |               | Árbitro: Frederico Augusto Pereira Costa |

### Grupo B
| 11 de setembro | Ipatinga | 3 – 0 W.O. | Nacional | Campo do Iguaçu, Ipatinga                |
| 10:00 (UTC−3)  |          | Súmula     |          | Árbitro: Frederico Augusto Pereira Costa |

| 18 de setembro | Prointer | 0 – 3  | Ipatinga                                | Clube dos Sargentos, Belo Horizonte         |
| 11:00 (UTC−3)  |          | Súmula | Jessica 4' · Gabriela 32' · Lidiane 83' | Árbitro: Francielly Fernanda Lima de Castro |

| 25 de setembro | Nacional | 0 – 8  | Prointer                                                                         | Campo da Petrobrás, Sarzedo      |
| 11:00 (UTC−3)  |          | Súmula | Tata 3' · Ingride 11' (pen), 34' · Isabella 12' · Carol 33', 41' · Ligy 37', 43' | Árbitro: Josiene Dinelle Pereira |

| 1 de outubro  | Nacional | 0 – 11 | Ipatinga | Campo da Petrobrás, Sarzedo                  |
| 11:00 (UTC−3) |          | Súmula | Tatielle Simões 18', 63' · Jessica 25', 33', 56' · Camila 48', 50' · Rafaela de Oliveira 80', 85', 86', 89' | Árbitro: Vinícius Marcius Santos Marinho Gil |

| 9 de outubro  | Ipatinga                  | 2 – 2  | Prointer            | Campo do Iguaçu, Ipatinga   |
| 10:00 (UTC−3) | Lidiane 20' · Jessica 53' | Súmula | Carol 6' · Tata 59' | Árbitro: José Alfredo Filho |

| 16 de outubro | Prointer | 12 – 3 | Nacional                                        | Clube dos Sargentos, Belo Horizonte |
| 15:00 (UTC−2) | Lo 6' · Ligy 10' · Isabella 20' (pen) · Marcelly Nara 29' · Ângela 44' · Jaque 48', 77' · Lu 52', 65' · Leleka 57', 76', 89' · | Súmula | Raíssa 8' · Glenia Fonseca 59' · Rúbia Mara 89' | Árbitro: Thiago Silva Honório       |

## Fase final
A fase final englobou as semifinais e a final. Os jogos foram eliminatórios, avançando para a próxima fase a equipe vencedora; nos caso de empates nos confrontos, o clube com a melhor campanha se classifica.

### Esquema
|  | Semifinais      | Semifinais | Semifinais | Semifinais |   |                 | Final | Final | Final | Final |
|  |                 |            |            |            |   |                 |       |       |       |       |
|  | América Mineiro | 6          | 4          | 10         |   |                 |       |       |       |       |
|  | Prointer        | 1          | 0          | 1          |   |                 |       |       |       |       |
|  | Prointer        | 1          | 0          | 1          |   | América Mineiro | 1     | 1     | 2     |       |
|  |                 |            |            |            |   | América Mineiro | 1     | 1     | 2     |       |
|  |                 | Ipatinga   | 0          | 0          | 0 |                 |       |       |       |       |
|  | Ipatinga (mc)   | Ipatinga   | 0          | 0          | 0 | 2               | 2     | 4     |       |       |
|  | Ipatinga (mc)   |            |            |            |   | 2               | 2     | 4     |       |       |
|  | Manchester      | 0          | 4          | 4          |   |                 |       |       |       |       |

### Semifinais
Ida
| 23 de outubro | Manchester | 0 – 2  | Ipatinga                           | Campo do Tavares, Confins               |
| 15:00 (UTC−2) |            | Súmula | Vivian Miranda 79' · Gabizinha 86' | Árbitro: Paulo César Zanovelli da Silva |

| 23 de outubro | Prointer    | 1 – 6  | América Mineiro                                                                                        | Estádio Mário Ferreira Guimarães, Belo Horizonte |
| 15:30 (UTC−2) | Ingride 23' | Súmula | Fernanda Cristina 3' · Mariana 9' · Kaka 18' (pen), 40' · Dilene Cristina 25' · Nathalia Rodrigues 58' | Árbitro: Wilson do Carmo                         |

Volta
| 29 de outubro | América Mineiro                                                | 4 – 0  | Prointer | Estádio Mário Ferreira Guimarães, Belo Horizonte |
| 10:00 (UTC−2) | Kaka 43' (pen) · Ana Jesuína 64' · Nathalia Rodrigues 75', 80' | Súmula |          | Árbitro: Francielly Fernanda Lima de Castro      |

| 29 de outubro | Ipatinga                           | 2 – 4  | Manchester                                                 | Campo do Iguaçu, Ipatinga     |
| 19:30 (UTC−2) | Carmen Priscilla 54' · Lidiane 58' | Súmula | Ana 9' · Cristiane Francisca 45' · Iza 84' · Ana 89' (pen) | Árbitro: João Luiz Gomes Neto |

### Final
| 5 de novembro | Ipatinga | 0 – 1  | América Mineiro | Campo do Iguaçu, Ipatinga             |
| 21:00 (UTC−2) |          | Súmula | Kaka 62' (pen)  | Árbitro: Gabriel Murta Barbosa Maciel |

| 13 de novembro | América Mineiro        | 1 – 0  | Ipatinga | Estádio Mário Ferreira Guimarães, Belo Horizonte |
| 16:00 (UTC−2)  | Nathalia Rodrigues 68' | Súmula |          | Árbitro: Murilo Francisco Misson Júnior          |

## Premiação
| Campeonato Mineiro de Futebol Feminino de 2016 |
| Belo Horizonte                                 |
| ---------------------------------------------- |
| América Mineiro Campeão (2.º título)           |